# جاناتان ادواردز
جاناتان دیوید ادواردز (به انگلیسی: Jonathan David Edwards)‏ (۱۰ مه ۱۹۶۶ در لندن) ورزشکار بریتانیایی رشتهٔ پرش سه‌گام است که رکورد جهانی این ماده را از سال ۱۹۹۵ تاکنون در اختیار دارد. ادواردز یک مدال طلا و یک مدال نقره المپیک، دو مدال طلای قهرمانی دو و میدانی جهان، دو مدال طلای قهرمانی اروپا و یک مدال طلای بازی‌های کشورهای مشترک‌المنافع را در کارنامه خود دارد. 
ادواردز در قهرمانی جهان ۱۹۹۵ دو بار رکورد جهانی را شکست. وی ابتدا با پرشی به میزان ۱۸.۱۶ متر رکورد جهانی ویلی بنکس را شکست و اولین شخصی شد که بیش از ۱۸ متر را به طور قانونی (بدون کمک باد موافق) پریده است و ۲۰ دقیقه بعد با پرش ۱۸.۲۹ متری رکورد جهانی را مجدداً شکست. وی در همین سال رکورد ۱۸.۴۳ متر را هم ثبت کرده بود که به دلیل ۲.۴ متر بر ثانیه باد موافق رکورد رسمی محسوب نمی‌شود. رکورد پرش سه‌گام داخل سالن ادواردز نیز ۱۷.۶۴ متر است که سال ۱۹۹۸ در بیرمنگام ثبت کرده‌است. رکورد شخصی پرش طول ادواردز ۷.۴۱ متر (۱۹۹۲) و رکورد دو ۱۰۰ متر او هم ۱۰.۴۸ ثانیه (۱۹۹۶) است (البته ادواردز در سطح اول مسابقات پرش طول و ۱۰۰ متر شرکت نمی‌کرد).
ادواردز در گذشته یک مسیحی بسیار معتقد بود و تا سال ۱۹۹۳ از ورزش در روزهای یکشنبه خودداری می‌کرد. تغییر عقیده او در این سال راه را برای ورود به سطح اول قهرمانی دنیا باز کرد. اما پس از سال ۲۰۰۷ اعلام کرده که دیگر اعتقادی به خدا ندارد.
ادواردز در دانشگاه دورهام در رشته فیزیک تحصیل کرده و در سال ۲۰۰۶ دو دکترای افتخاری از دانشگاه دکستر و دانشگاه اولستر دریافت کرده‌است. وی پس از قهرمانی در المپیک سیدنی نشان CBE سومین رتبهٔ عالی شوالیه‌گری را از ملکه بریتانیا دریافت کرد. ادواردز در سال ۲۰۰۵ به عنوان شخصیت ورزشی سال بی‌بی‌سی، بهترین ورزشکار دو و میدانی سال یونایتدپرس، قهرمان قهرمانان نشریه اکیپ بین‌الملل و بهترین ورزشکار دو و میدانی سال اروپا انتخاب شد.